# Rhaphuma bicolorifemoralis
Rhaphuma bicolorifemoralis är en skalbaggsart som beskrevs av J. Linsley Gressitt och Yves Rondon 1970. Rhaphuma bicolorifemoralis ingår i släktet Rhaphuma och familjen långhorningar.
Artens utbredningsområde är Laos. Inga underarter finns listade i Catalogue of Life.